# 银林村
银林村是中华人民共和国广东省广州市从化区太平镇所辖的一个行政村。村委会设在新围，位于神岗圩西面约12千米。1958年人民公社化时成立莲塘大队，因辖下的银溪、林村自然村最大，故命名为银林大队。1983年12月改称乡，1987年1月改称村。辖18条自然村（石吉、叶宅、烂湴冚、旧曾、胡宅、新曾、荷树园、梅田、高枧、旧围、新围、郭宅、李宅、刘宅、观音石、鸟歌林、润水埔、石坦）。1998年时，全村共732户，人口3501人。